# Рікарду Сілва
Рікарду Сілва (порт. Ricardo Silva, нар. 9 травня 1999, Віла-Нова-де-Гая) — португальський футболіст, воротар словенського клубу «Целє». Виступав також за низку португальських і закордонних клубів.

## Клубна кар'єра
Рікарду Сілва народився 1999 року в місті Віла-Нова-де-Гая. Займався в юнацьких командах низки португальських футбольних клубів — «Кандал», «Естаррежа», «Падроенсе», а в кінці грав за юнацьку команду клубу «Порту». У 2018 році Сілва став грати за другу команду клубу «Порту», в якій виступав до 2022 року. У 2022 році воротар пеейшов до клубу «Санта-Клара», проте в основному складі команди так і не зіграв.
У 2023 році футболіст перейшов до складу клубу «Морейренсе», але ще цього ж року став гравцем клубу «Тондела».У другій половині 2024 року португальський воротар грав у складі грузинської команди «Динамо» (Батумі), проте основним воротарем у ній не став. З 2025 року Рікарду Сілва грає у складі словенської команди «Целє».

## Виступи за збірні
У 2018 році Рікарду Сілва дебютував у складі юнацької збірної Португалії, загалом на юнацькому рівні взяв участь у 4 іграх, пропустивши 7 голів.